# Darja Domratjeva
Darja Vladímirovna Domratjeva (hviderussisk: Дар'я Уладзіміраўна Домрачава tr. Darja Uladzimirawna Domratjava ; russisk: Да́рья Влади́мировна До́мрачева tr. Darja Vladimirovna Domratjeva), født den 3. august 1986 i det nuværende Hvideruslands hovedstad Minsk (dengang beliggende i Sovjetunionen), er en hviderussisk skiskytte og olympisk medaljevinder.
Darja Domratjeva flyttede som fireårig med sine forældre til Njagan i Sibirien, hvor hun voksede op i den by, hendes forældre, som arkitekter, var med til at skabe næsten fra grunden. Hun startede med at løbe på ski som seksårig og med skiskydning i 1999. Domratjeva læste sportsledelse på universitetet i Tjumen i 2002-2003. Familien flyttede efterfølgende tilbage til Minsk og i 2005 fik hun sin juniorlandsholdsdebut og blev juniorverdensmester i både sprint- og jagtstart-disciplinerne. I 2006 kom hun på det rigtige hviderussiske landshold og debuterede i skiskydnings-verdenscuppen i sæsonen 2006/07. Hun fik sin første top 10-placering allerede i sin tredje konkurrence.
Darja Domratjeva vandt bronze i distance-disciplinen ved OL 2010 i Vancouver, Canada. Hun har desuden vundet to guldmedaljer ved VM i skiskydning samt tre VM-sølv og een VM-bronze. I verdenscup-sammenhæng har hun vundet 47 podiepladser, hvoraf de 11 er sejre.
Hun blev nr. 2 i den samlede verdenscup i sæsonen 2011/12 efter tyskeren Magdalena Neuner, og i 2014/15 vandt hun verdenscuppen.
Domratjeva er gift med den norske skiskytte Ole Einar Bjørndalen, og de har en datter sammen.

## Domratjevas forheksede bane 1 i Oberhof
Domratjevas måske største sportslige brøler lavede hun i verdenscup-fællesstarten i Oberhof, (Tyskland) den 11. januar 2009. Ved anden skydning lå hun forrest og hun satte alle fem skud, bortset fra at hun havde skudt stående i stedet for liggende. Hun opgav lidt senere da det kunne udløse en tidsstraf på 10 min.
Sjovt nok var hun lige ved at lave en lignende brøler ved selvsamme verdenscup-stævne året efter. Hun lå igen i front, denne gang alene et godt stykke foran konkurrenterne på vej til tredje skydning. Igen skød hun fra bane 1. Hun nåede at skyde tre fejlskud på nabobanens målskiver før hun opdagede fejlen og rettede ind på de rigtige målskiver, og derefter brændte hun det ene af de sidste to skud. Domratjeva sluttede dog flot af som nr. 9, på trods af at hun havde være ude på hele syv strafrunder.